# Medyka
Pour la commune, voir Medyka (gmina).
Pour l’article ayant un titre homophone, voir Medica.
Medyka est une localité polonaise, siège de la gmina de Medyka, située dans le powiat de Przemyśl en voïvodie des Basses-Carpates, à la frontière avec l'Ukraine. Depuis le 24 février 2022, début de l’offensive russe en Ukraine, c'est un des points de passage des réfugiés vers la Pologne et le reste de l'Europe.